# 原田パン
株式会社原田パン（はらだパン）は、兵庫県神戸市長田区に本社を置く食品製造（パン製造）企業。

## 概要
1946年に、パン屋に勤めていた原田増太郎が神戸市兵庫区で創業したのが始まり。2年後の1948年に長田区に移転して現在に至る。
神戸市の学校給食は原田パンが採用されているため、神戸市民の間では広く知られている。複数回にわたってパングランプリ兵庫パンコンテストで優勝している。
2018年9月20日に放送された秘密のケンミンSHOWで紹介された。2020年3月6日に放送されたココイロで紹介された。2020年4月には「TABETE」というアプリサービスに登録し、売れ残りそうな商品を安価でセット販売するという取り組みを始めた。
2020年、新型コロナウイルス感染症（COVID-19）流行の影響により多くの学校が臨時休校となり、学校需要が落ちたものの、一般客による駆け付け需要が増えたことにより、2020年3月の売り上げは前年3月とそれほど変わっていなかった。

## 沿革
- 1946年 創業[7]
- 1948年 長田区に移転[7]
- 1956年 学校給食指定工場となる[7]
- 1967年 厚生大臣賞受賞[7]
- 2010年 食品衛生功労者表彰受賞[7]
- 2013年 兵庫県功労者表彰受賞[7]